# Университет на Югоизточна Европа
Университетът на Югоизточна Европа (на македонска литературна норма: Универзитет на Југоисточна Европа; на албански: Universiteti Shtetëror i Tetovës; на английски: South East European University) е публично-частен университет в Северна Македония. Основан е в 2001 година в град Тетово. Има кампус и в Скопие. Учебният процес е на албански, английски и македонски литературен език.
Университетът е асоцииран член на Европейската университетска асоциация и на Балканската университетска мрежа, и член на Международната асоциация на университетите.

## Предистория
В началото на 90-те години на XX век холандският дипломат Макс ван дер Стул, тогава върховен комисар на Организацията за сигурност и сътрудничество в Европа по националните малцинства, се включва в усилията за разрешаване на спора за изучаването на албански език на университетско ниво между македонските и албанските политически лидери в Република Македония. Албанците протестират срещу провала на държавата да осигури обучение на албански език в университетите. Двата публични университета – Скопският и Битолският, предлагат само курсове на македонски литературен език. В 1994 година в Тетово е създаден нелегален университет на албански език, което води до повишено напрежение между етносите в страната. С усилията на Ван дер Стоел е постигнато компромисно решение между македонските и албанските политически лидери. На 25 юли 2000 година, съгласно препоръките на ОССЕ, парламентът приема закон за висшето образование, който позволява създаването на частни университети на езиците на малцинствата. Това води до създаването на университета в Тетово през 2001 година.

## Факултети и програми
УЮЕ предлага курсове и програми, водещи до международно признати степени на висше образование на бакалавърско, магистърско и докторско ниво в няколко области на обучение.
Програмите за проучване се предлагат на три езика: английски, албански и македонски литературен език.
Университетът е съставен от седем факултета:
- Право;[13]
- Съвременни социални науки;[14]
- Бизнес и икономика;[15]
- Езици, култури и комуникации;[16]
- Съвременни науки и технологии;[17]
- Здравни науки;[18]
- Технически науки.[19]